# Fly Air
Fly Air war eine türkische Fluggesellschaft aus Istanbul.

## Geschichte
Die Airline wurde 2002 gegründet und nahm im selben Jahr Charterflüge auf. Im Oktober 2003 wurden erstmals auch Linienflüge durchgeführt. Nachdem der Flugbetrieb 2007 wegen finanziellen Problemen eingestellt wurde, entzog die türkische Luftfahrtbehörde der Fly Air ihre Fluglizenz. Fly Air plant seit Sommer 2008 vergeblich, den Flugbetrieb mit innerländischen Flügen und weiteren Zielen in Europa und Iran wieder aufzunehmen.

## Flotte
Fly Air betrieb in ihrer Betriebsgeschichte insgesamt 20 Flugzeuge folgender Typen:
- Airbus A300B2
- Airbus A300B4
- Boeing 737-300
- Boeing 737-400
- Boeing 737-800 (geleast von Pegasus Airlines)
- Boeing 757-200
- Embraer ERJ-145
- McDonnell Douglas DC-9-82/MD-82 (geleast von Jetran Air)
- McDonnell Douglas DC-9-83/MD-83 (eine geleast von World Focus Airways)